# Hoodoo Butte
L'Hoodoo Butte è un cono di scorie nella Catena delle Cascate nel nord dell'Oregon, vicino al Santiam Pass. Immediatamente ad est si trova l'Hayrick Butte, un ottimo esempio di tuya; i nomi delle due montagne sono stati probabilmente scambiati l'uno con l'altro, ma ormai è così che sono note.

## Descrizione
L'area è andata incontro a numerosi storici incendi. L'Hoodoo è talvolta considerato una caratteristica secondaria del vulcano a scudo del Monte Washington e fa parte del Sisters Reach, che si estende dal South Cinder Peak alla Crane Prairie Reservoir, correndo per 90 km. Questa regione è caratterizzata da un'alta densità di fessure vulcaniche, con molti vulcani mafici (ricchi di magnesio e ferro) datati dal Pleistocene all'Olocene, come l'Hoodoo. Sebbene esso abbia un cratere sommitale intatto, risparmiato dall'erosione dei ghiacciai, ha una topografia irregolare, che gli conferisce un aspetto "aperto".
Un comprensorio sciistico, chiamato anch'esso Hoodoo, è situato sui fianchi nordorientali del cono e comprende cinque seggiovie . Altre attività ricreative popolari nella zona includono le racchette da neve e le motoslitte durante l'inverno; e la pesca, l'escursionismo, il campeggio, la mountain bike, il windsurf e lo sci nautico durante la stagione estiva.

## Geografia
L'Hoodoo Butte si trova nella contea di Linn, nella parte settentrionale dello stato americano dell'Oregon. Ha un'altezza di 1706 m, una forma massiccia e arrotondata,  si innalza di circa 150 m al di sopra della pianura circostante. Il vulcano si trova a 71 km a nordovest della città di Bend e circa a 210 km a sudest di Portland.

### Geografia fisica
Nel 1967, un incendio "sostitutivo" (incendio che uccide la maggior parte, se non tutto, lo strato superiore della parte vivente di una foresta e che ne avvia la ricrescita) ha bruciato circa 20 km² dell'area circostante al Passo Santiam. Raggiunse la vegetazione sui fianchi orientali e meridionali dell'Hoodoo Butte, lasciando solo una copertura di foresta a macchie rispetto al più fittamente ricoperto versante settentrionale. Gli incendi boschivi hanno devastato nuovamente la regione durante l'estate del 2003.
Il suolo sulla montagna varia da poco profondo a moderatamente profondo con terriccio e tende ad essere sciolto e cineritico.

### Ecologia
Le specie di uccelli che si trovano sull'Hoodoo includono picchi e aquile calve. Cervi e orsi neri americani frequentano la zona circostante.